# Mistrzostwa NCAA Division I w Zapasach w 1951
Mistrzostwa NCAA Division I w zapasach rozgrywane były w Bethlehem w marcu 1951 roku. Zawody odbyły się w Taylor Gymnasium, na terenie Lehigh University.
- Outstanding Wrestler – Walter Romanowski

## Wyniki

### Drużynowo
| Kolejność | Szkoła                        | Zespół        |
| --------- | ----------------------------- | ------------- |
| 1.        | University of Oklahoma        | Sooners       |
| 2.        | Oklahoma State University     | Cowboys       |
| 3.        | Pennsylvania State University | Nittany Lions |
| 4.        | University of Northern Iowa   | Panthers      |

### All American

#### 123 lb
| Lp. | Zawodnik     | Szkoła         |
| --- | ------------ | -------------- |
| 1.  | Tony Gizoni  | Waynesburg     |
| 2.  | Bill Borders | Oklahoma       |
| 3.  | Tom Keys     | Oklahoma State |
| 4.  | Tony Dragoin | Auburn         |

#### 130 lb
| Lp. | Zawodnik          | Szkoła         |
| --- | ----------------- | -------------- |
| 1.  | Walter Romanowski | Cornell Iowa   |
| 2.  | Hal Moore         | Oklahoma State |
| 3.  | Gene Lybbert      | Northern Iowa  |
| 4.  | Jack Blubaugh     | Oklahoma       |

#### 137 lb
| Lp. | Zawodnik         | Szkoła         |
| --- | ---------------- | -------------- |
| 1.  | George Layman    | Oklahoma State |
| 2.  | Jay Thomas Evans | Oklahoma       |
| 3.  | Don Maurey       | Penn State     |
| 4.  | Bob Hartman      | Columbia       |

#### 147 lb
| Lp. | Zawodnik       | Szkoła         |
| --- | -------------- | -------------- |
| 1.  | Keith Young    | Northern Iowa  |
| 2.  | Don Frey       | Penn State     |
| 3.  | Bryon Todd     | Oklahoma State |
| 4.  | George Jackson | Oklahoma       |

#### 157 lb
| Lp. | Zawodnik    | Szkoła            |
| --- | ----------- | ----------------- |
| 1.  | Phil Smith  | Oklahoma          |
| 2.  | Fred McLean | Iowa State        |
| 3.  | Don Govoni  | Northern Colorado |
| 4.  | Bob Mason   | Wyoming           |

#### 167 lb
| Lp. | Zawodnik        | Szkoła          |
| --- | --------------- | --------------- |
| 1.  | Gene Gibbons    | Michigan State  |
| 2.  | George Graveson | Yale            |
| 3.  | Don Thomas      | Navy            |
| 4.  | Ken Prihoda     | Minnesota State |

#### 177 lb
| Lp. | Zawodnik     | Szkoła              |
| --- | ------------ | ------------------- |
| 1.  | Grover Rains | Oklahoma State      |
| 2.  | Mike Rubino  | Penn State          |
| 3.  | Dick Torio   | Toledo              |
| 4.  | Bentley Lyon | California–Berkeley |

#### Open
| Lp. | Zawodnik    | Szkoła     |
| --- | ----------- | ---------- |
| 1.  | Brad Glass  | Princeton  |
| 2.  | Homer Barr  | Penn State |
| 3.  | Harry Lanzi | Toledo     |
| 4.  | Bill Miller | Ohio State |